# GL Девы
GL Девы (лат. GL Virginis) — одиночная звезда в созвездии Девы на расстоянии приблизительно 21 световых лет (около 6,5 парсек) от Солнца. Звёздная величина диапазона синего (B) звезды — от +15,62m до +12,8m.
Это одна из ближайших к нам звёзд.

## Характеристики
GL Девы — красный карлик, эруптивная переменная звезда типа UV Кита (UV) спектрального класса M4,5, или M5V, или M5, или M5,5, или MVea. Масса — около 0,14 солнечной, радиус — около 0,172 солнечного, светимость — около 0,00194 солнечной. Эффективная температура — около 2912 K.
Планет в данной системе пока обнаружено не было.